# 無殼蝸牛
無殼蝸牛，也稱無殼族或無殼蝸牛族，指的是無力購買房屋（包括使用房屋貸款購屋）而必須租屋生活的人，此一詞創的流行普及主要來自台灣及香港新聞媒體的報導，由於炒樓的房價高漲使許多受薪階級、中產階級的人無力購買房子，必須一人獨自工作並存錢積蓄達數十年才能購屋，或夫妻共同工作並存錢積蓄達十數年才能購屋，或親子兩代共同存錢積蓄才能購屋，即是父母親一代先有部分積蓄，而兒女成年後出外工作來接替累積積蓄，如此以各種空間協力、時間接力的方式積蓄才有能力購屋。

## 各地情況

### 日本
更有甚者，在日本東京的高貴房價地段，甚至有三代共同存錢努力才有購屋的可能，即是祖父孫三代皆持續累積積蓄，才有足夠的金錢買下完整的自有住屋。

### 台灣
直至今日，受薪階級者對於都市的房價依然是難以消受，並成為愈來愈嚴重的社會問題，逐漸形成與過去農業時代相同的「地主、佃農」之貧富懸殊情形、而且還出現過去沒出現的「地主寧願把房屋空著，也不要出租」的問題，以前曾有專家學者提出比照過去台灣耕者有其田的土地改革模式來複製、推動住者有其屋，然這似乎有違財團利益而未獲執政方面的認同與採行，目前台灣唯一對無殼蝸牛者有幫助的政策是（台灣）政府興建的國民住宅（簡稱：國宅）或由銀行配合政府法令所提供的首次購屋優惠貸款；然而國宅數量過少，購屋優惠貸款反而會被炒房者利用來推高房價。
台灣的房價所得比已經比日本高，台北的也比東京高；更惡劣的是，條件類似的地段、相似的房屋，台北市房價還比東京的高，把台北的房子賣掉，可以在東京買到條件更好的房子
。
台灣住宅的租金相對合理，但台灣租屋的法規及稅制並不鼓勵租屋市場，使得以租代買不切實際；因此也有建議應健全租屋法規，並以稅制獎勵租屋，並懲罰精華區屋主不出租非自用房屋。

#### 無殼蝸牛運動
1989年8月26日，由於房價年年高漲，催生出「無殼蝸牛運動」，當時發起上萬人夜宿台北市的精華地段忠孝東路。無殼蝸牛運動發起人李幸長於1993年創立四海遊龍鍋貼專賣店並自任董事長。

### 香港
而在香港，政府推行的居者有其屋（簡稱居屋）以及夾心階層住屋計劃（簡稱夾屋），但此二計劃都因為一些原因而停止。另設首次置業貸款計劃來讓有意置業的人士提供低息貸款。此外又有租者置其屋計劃讓公共屋邨居民以低於市值的價格購買自己所住的單位。
但是由於這些方案的供應量仍然不足，仍有大量中產階級、窮人及年輕人受到高房價的危害；無殼蝸牛問題可以歸咎於香港在九七回歸後取消對租金的管制，造成房價及租金的上漲。